# Сільсон
Сільсон (кор. 실성, 實聖, Silseong, Silsŏng; пом. 417) — корейський правитель, вісімнадцятий володар (маріпкан) держави Сілла періоду Трьох держав.

## Біографія
Був сином ічхана Тесочжі та панни Ірі й далеким родичем панівної династії. 392 року маріпкан Немуль відрядив Сільсона до Когурьо як заручника. Той повернувся на батьківщину 401 року, незадовго до смерті Немуля.
Зважаючи на малолітній вік старшого сина померлого правителя, народ Сілли обрав новим маріпканом Сільсона. Молодшого ж сина Немуля відправили до Японії як заручника. Попри такий крок, відносини з японцями були вкрай ворожими, й напади останніх на Сіллу  почастішали. Зокрема, 405 року вони атакували Мьонхваль, але не змогли захопити фортецю й відступили. Сільсон, очоливши кінноту, завдав їм удару на південь від Токсана. В двох битвах японців було розбито, втративши убитими чи полоненими понад 300 осіб. 407 року японці ще двічі вдирались до меж Сілли, й ті атаки були більш успішними, ніж попередні.
408 року війська Ва захопили прибережний острів Тема, який почали використовувати як військово-морську базу для операцій у Сіллі. Сільсон, натомість, дослухавшись до своїх радників, не спробував відбити острів, а лише виставив застави на узбережжі.
У війнах проти Японії союзником Сілли була Когурьо. 412 року той союз підкріпили відрядженням туди як заручника ще одного сина вана Немуля. Тому, коли виникла небезпека війни Ямато проти Когурьо, сілланці таємно допомагали союзникам, однак, коли Сільсона звинуватили в диверсіях на базі яматоського флоту, він відрядив туди майстрів, щоб відновити судна.
За правління Сільсона почалась відкрита боротьба за владу серед членів панівного клану. Сільсон вирішив убити сина Немуля, Нольджи. Доручив убивство знайомому когурьосцю, однак той не лише не виконав доручення, але й повідомив про це Нольджи. Тоді останній сам убив Сільсона 417 року та зайняв трон.